# Diplocarpon earlianum
Diplocarpon earlianum är en svampart som först beskrevs av Ellis & Everh., och fick sitt nu gällande namn av F.A. Wolf 1924. Diplocarpon earlianum ingår i släktet Diplocarpon och familjen Dermateaceae.   Inga underarter finns listade i Catalogue of Life.